# زیگفرید هلد (فیلم‌بردار)
زیگفرید هُـلد (آلمانی: Siegfried Hold؛ ۱۸ اوت ۱۹۳۱ – ۱۶ دسامبر ۲۰۰۳) فیلم‌بردار اهل آلمان بود.
از فیلم‌هایی که وی در آن‌ها نقش داشته‌است، می‌توان به کُنتس از خنده مُرد، سوزان، خانم صاحبخانه لان اشاره نمود.